# 藤子不二雄ワイド
『藤子不二雄ワイド』（ふじこふじおワイド）は、1985年から1987年までテレビ朝日系列で放送されたアニメバラエティ番組。

## 概要
藤子不二雄アニメの1時間番組である。それまで帯放送（関東地区など一部）だった『パーマン』と独立30分枠だった『忍者ハットリくん』を統合し、そこに新シリーズとして『プロゴルファー猿』『エスパー魔美』などを加えた構成となっていた。当時中央公論社が提供スポンサーのひとつであり、同社が週1回発行していた週刊単行本「藤子不二雄ランド」のアニメCM（最後に新刊の告知）が流れていたのもこの番組。なお、放送枠を延長したスペシャルの際は『藤子不二雄ワイドワイド』(1985年10月1日)と銘打っていた。
『ワイド』としては1987年10月13日に終了し、後継番組として『藤子不二雄ワールド』が放映された（1987年10月19日 - 1989年3月27日）。

## 放送作品
1987年3月31日まで
- パーマン （第1部） - 1985年7月2日放送分までは新作を放送。同年7月9日放送分以降は過去のエピソードからの再放送となった。
- 忍者ハットリくん （第2部） - 1987年4月以降は『藤子不二雄劇場』の枠帯に移動。
- プロゴルファー猿 （第3部）

1987年4月7日以降
- パーマン （第1部） - 本枠消滅後は『パオパオチャンネル』内『藤子不二雄劇場』にて関東・静岡ローカルに降格の上、引き続き再放送を実施。
- プロゴルファー猿 （第2部） - 本枠消滅後は後継の『藤子不二雄ワールド』（のち『藤子不二雄Ⓐワールド』）にて引き続き放送。
- エスパー魔美 （第3部） - 本枠消滅後に独立し、後番組として引き続き放送。

内包されていた3作品はOPのみでEDは無かったため、出演声優などは全てOPにクレジットされた。また、次回予告は『ゆかいな大脱走』のインストゥルメンタルをBGMに3作品ともサブタイトルをテロップで出す簡略化されたものだった。

### スタッフ
- 監修：鈴木伸一
- 連載：小学館学習雑誌、てれびくん、コロコロコミック
- 録音監督：浦上靖夫、大熊昭
- 効果：松田昭彦、小川勝男（フィズサウンドクリエイション）
- 整音：中戸川次男、大城久典、柴田信弘
- 録音スタジオ：A・P・Uスタジオ
- 音響制作：オーディオ・プランニング・ユー
- 編集：岡安肇、小島俊彦
- タイトル：道川昭、菊池久美子
- 現像：東京現像所
- プロデューサー：小泉美明（テレビ朝日）、萩野宏、亀山泰夫（旭通信社）、別紙壮一（シンエイ動画）
- 制作：テレビ朝日、旭通信社、シンエイ動画

## 主題歌
以下のOP・EDは、後継の『藤子不二雄ワールド』でも引き続き使用された。
- OP 「ゆかいな大脱走」 作詞：篠塚満由美、作曲：和泉常寛、編曲：川上了、歌：堀江美都子
- ED 「ドリーム・オブ・ユー」 作詞：篠塚満由美、作曲：和泉常寛、編曲：川上了、歌：堀江美都子

重大な告知のある回では、歌の途中で終わらせる措置をとっていた。

## 放送局
放送系列は放送当時、放送日時は個別に出典が掲示してあるものを除き、1987年9月中旬 - 10月上旬時点のものとする。
| 放送地域       | 放送局             | 放送日時                                                                  | 放送系列                                     | 備考                                                                 |
| -------------- | ------------------ | ------------------------------------------------------------------------- | -------------------------------------------- | -------------------------------------------------------------------- |
| 関東広域圏     | テレビ朝日         | 火曜 19:00 - 20:00                                                        | テレビ朝日系列                               | 制作局                                                               |
| 北海道         | 北海道テレビ       | 火曜 19:00 - 20:00                                                        | テレビ朝日系列                               |                                                                      |
| 宮城県         | 東日本放送         | 火曜 19:00 - 20:00                                                        | テレビ朝日系列                               |                                                                      |
| 福島県         | 福島放送           | 火曜 19:00 - 20:00                                                        | テレビ朝日系列                               |                                                                      |
| 新潟県         | 新潟テレビ21       | 火曜 19:00 - 20:00                                                        | テレビ朝日系列                               |                                                                      |
| 長野県         | テレビ信州         | 火曜 19:00 - 20:00                                                        | 日本テレビ系列 テレビ朝日系列                |                                                                      |
| 静岡県         | 静岡けんみんテレビ | 火曜 19:00 - 20:00                                                        | テレビ朝日系列                               | 現・静岡朝日テレビ。                                                 |
| 中京広域圏     | 名古屋テレビ       | 火曜 19:00 - 20:00                                                        | テレビ朝日系列                               |                                                                      |
| 近畿広域圏     | 朝日放送           | 火曜 19:00 - 20:00                                                        | テレビ朝日系列                               | 現・朝日放送テレビ。                                                 |
| 広島県         | 広島ホームテレビ   | 火曜 19:00 - 20:00                                                        | テレビ朝日系列                               |                                                                      |
| 香川県・岡山県 | 瀬戸内海放送       | 火曜 19:00 - 20:00                                                        | テレビ朝日系列                               |                                                                      |
| 福岡県         | 九州朝日放送       | 火曜 19:00 - 20:00                                                        | テレビ朝日系列                               |                                                                      |
| 鹿児島県       | 鹿児島放送         | 火曜 19:00 - 20:00                                                        | テレビ朝日系列                               |                                                                      |
| 青森県         | 青森放送           | 金曜 17:00 - 18:00                                                        | 日本テレビ系列 テレビ朝日系列                |                                                                      |
| 秋田県         | 秋田テレビ         | 金曜 17:00 - 18:00                                                        | フジテレビ系列 テレビ朝日系列                | 1987年3月まではテレビ朝日系列とのクロスネット局。1987年3月まで放送。 |
| 秋田県         | 秋田放送           | 水曜 17:00 - 18:00                                                        | 日本テレビ系列                               | 1987年4月より放送。                                                  |
| 山形県         | 山形放送           | 月曜 16:30 - 17:30                                                        | 日本テレビ系列 テレビ朝日系列                |                                                                      |
| 山梨県         | 山梨放送           | 日曜 10:00 - 11:00                                                        | 日本テレビ系列                               |                                                                      |
| 富山県         | 北日本放送         | 土曜 16:00 - 17:00                                                        | 日本テレビ系列                               | 1987年4月4日から1988年11月5日まで放送。                              |
| 福井県         | 福井放送           | 日曜 10:00 - 11:00（1985年10月時点） →月曜 17:00 - 18:00（1987年9月時点） | 日本テレビ系列                               | 1985年10月13日から放送                                               |
| 島根県・鳥取県 | 山陰放送           | 日曜 15:30 - 16:30                                                        | TBS系列                                      |                                                                      |
| 愛媛県         | 愛媛放送           | 金曜 16:00 - 17:00                                                        | フジテレビ系列                               | 現・テレビ愛媛。番組表などでは「藤子不二雄アニメ劇場」と表記。       |
| 高知県         | 高知放送           | 金曜 16:55 - 17:55 → 金曜 16:00 - 17:00                                   | 日本テレビ系列                               |                                                                      |
| 大分県         | テレビ大分         | 月曜 19:00 - 20:00                                                        | 日本テレビ系列 フジテレビ系列 テレビ朝日系列 |                                                                      |
| 長崎県         | 長崎放送           | 木曜 16:50 - 17:50                                                        | TBS系列                                      |                                                                      |
| 宮崎県         | テレビ宮崎         | 金曜 16:00 - 17:00                                                        | フジテレビ系列 日本テレビ系列 テレビ朝日系列 |                                                                      |
| 沖縄県         | 琉球放送           | 土曜 16:00 - 17:00 → 金曜 17:00 - 18:00                                   | TBS系列                                      |                                                                      |